# Даніеле Франко
Даніеле Франко (італ. Daniele Franco; нар. 7 червня 1953, Трик'яна) — італійський фінансист і політик, міністр економіки та фінансів (з 2021 року).

## Біографія
Народився 7 червня 1953 року в Трик'яні, в 1977 році закінчив Падуанський університет, де вивчав політологію, а пізніше отримав там же ступінь з організації бізнесу та продовжив освіту в Йоркському університеті. З 1994 до 1997 року працював економічним консультантом у Головному управлінні з економічних та фінансових питань Європейської комісії. У 1997 році прийшов до Банку Італії, де до 2007 року обіймав посаду директора Управління державних фінансів у Дослідницькій службі, потім до 2011 року очолював Дослідницьку службу фінансової та економічної структури. З 2011 по 2013 рік очолював Сектор економічних досліджень та міжнародних зв'язків. З 20 травня 2013 по 19 травня 2019 року керував Генеральним відділом державних фінансів Міністерства економіки та фінансів, потім до 31 грудня 2019 року був заступником генерального директора Банку Італії. З 1 січня 2020 — генеральний директор Банку Італії (друга за значимістю посада після голови Банку).
13 лютого 2021 року отримав портфель міністра економіки та фінансів при формуванні уряду Драгі.